# Conus laueri
Espèce
Conus laueri est une espèce de mollusques gastéropodes marins de la famille des Conidae.
Comme toutes les espèces du genre Conus, ces escargots sont prédateurs et venimeux. Ils sont capables de « piquer » les humains et doivent donc être manipulés avec précaution, voire pas du tout.

## Description
La taille de la coquille varie entre 38 mm et 74 mm.

## Distribution
Cette espèce marine est présente dans le Golfe Persique.

## Taxinomie

### Publication originale
L'espèce Conus laueri a été décrite pour la première fois en 2013 par les malacologistes Monnier (d) et Loíc Limpalaër dans « Visaya »,.

### Synonymes
- Conus (Darioconus) laueri (Monnier & Limpalaër, 2013) · appellation alternative
- Darioconus laueri Monnier & Limpalaër, 2013 · non accepté (combinaison originale)